# Kvisten
Kvisten eller Kvistafjorden er en fjordarm af Foldafjorden i Nærøy kommune i Trøndelag fylke i Norge. Fjorden går 8 kilometer mod nordøst til udmundingen af Kvistaelva i bunden af fjorden.
Fjorden har indløb mellem Falskardnesodden i nord og Kitrappan i syd. Vest for Falskardnesodden går Korsnesstraumen nordover til starten af Innerfolda. Lige indenfor indløbet ligger Fugløya med et gammelt landbrug. Bortset fra dette er der ingen bosætninger eller veje langs  fjorden. Kvistodden omtrent halvvejs inde i fjorden deler fjorden i to. På sydsiden går Litlkvisten mod øst, mens Storkvisten går mod  nordøst til bunden af fjorden. I fjorden ligger Kvistøyan ved udmundingen af Kvistaelva.